# Great American Novel

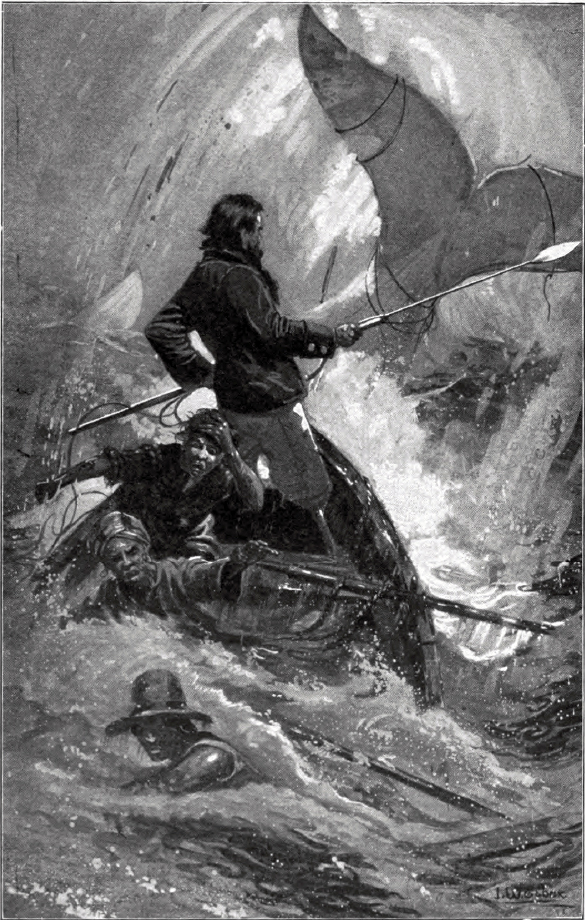
Illustration ur Moby Dick (1851) av Herman Melville.

Great American Novel ("Den stora amerikanska romanen") är en kanonisk roman som uppfattas förkroppsliga essensen av USA. Begreppet myntades 1868 av den amerikanske författaren John William De Forest och definierades då som "en bild av vanliga känslor och förhållningssätt i amerikanskt liv". Vilka romaner som är en "Great American Novel" har varit mycket omdiskuterat genom åren.

## Romaner som sagts vara enGreat American Novel
- Den siste mohikanen (1826) av James Fenimore Cooper
- Den eldröda bokstaven (1850) av Nathaniel Hawthorne
- Moby Dick (1851) av Herman Melville
- Onkel Toms stuga (1852) av Harriet Beecher Stowe
- Huckleberry Finns äventyr (1884) av Mark Twain
- Den store Gatsby (1925) av F. Scott Fitzgerald
- Trilogin "U.S.A." (1930, 1932 & 1936) av John Dos Passos
- Absalom, Absalom! (1936) av William Faulkner
- Vredens druvor (1939) av John Steinbeck
- Räddaren i nöden (1951) av J.D. Salinger
- Augie Marchs äventyr (1953) av Saul Bellow
- På väg (1957) av Jack Kerouac
- Dödssynden (1960) av Harper Lee
- Haren springer (1960) av John Updike
- Blodets meridian (1985) av Cormac McCarthy
- Älskade (1989) av Toni Morrison
- American Psycho (1991) av Brett Easton Ellis
- Infinite Jest (1996) av David Foster Wallace
- Mason & Dixon (1997) av Thomas Pynchon
- Under jord (1997) av Don DeLillo
- Kavalier & Clays fantastiska äventyr (2000) av Michael Chabon
- Frihet (2010) av Jonathan Franzen